# Борго-Вальсугана
Борго-Вальсугана (итал. Borgo Valsugana) — коммуна в Италии, располагается в области Трентино-Альто-Адидже, подчиняется административному центру Тренто, центр сообщества Вальсугана-э-Тезино.
Население составляет 6984 человека, плотность населения составляет 119 чел./км². Занимает площадь 52 км². Почтовый индекс — 38051. Телефонный код — 0461.
Покровителем коммуны почитается святой Проспер, празднование во второе воскресение июля и в следующий за ним понедельник.

## Население
Динамика населения

## Города-побратимы
- Блуденц, Австрия